# Dianthus rupicola
Dianthus rupicola är en nejlikväxtart. Dianthus rupicola ingår i släktet nejlikor, och familjen nejlikväxter.

## Underarter
Arten delas in i följande underarter:
- D. r. aeolicus
- D. r. bocchoriana
- D. r. hermaeensis
- D. r. lopadusanus
- D. r. rupicola

## Bildgalleri

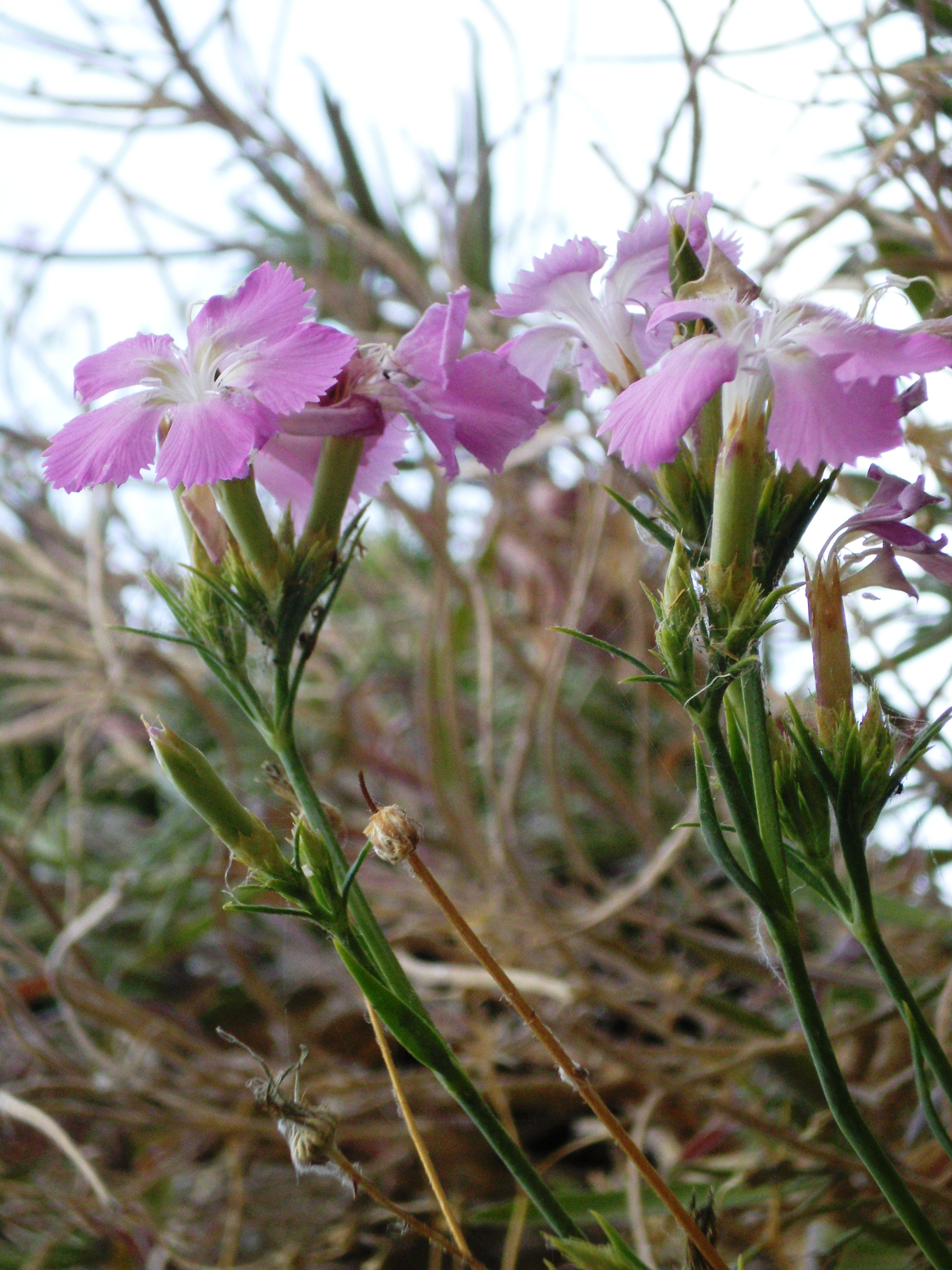
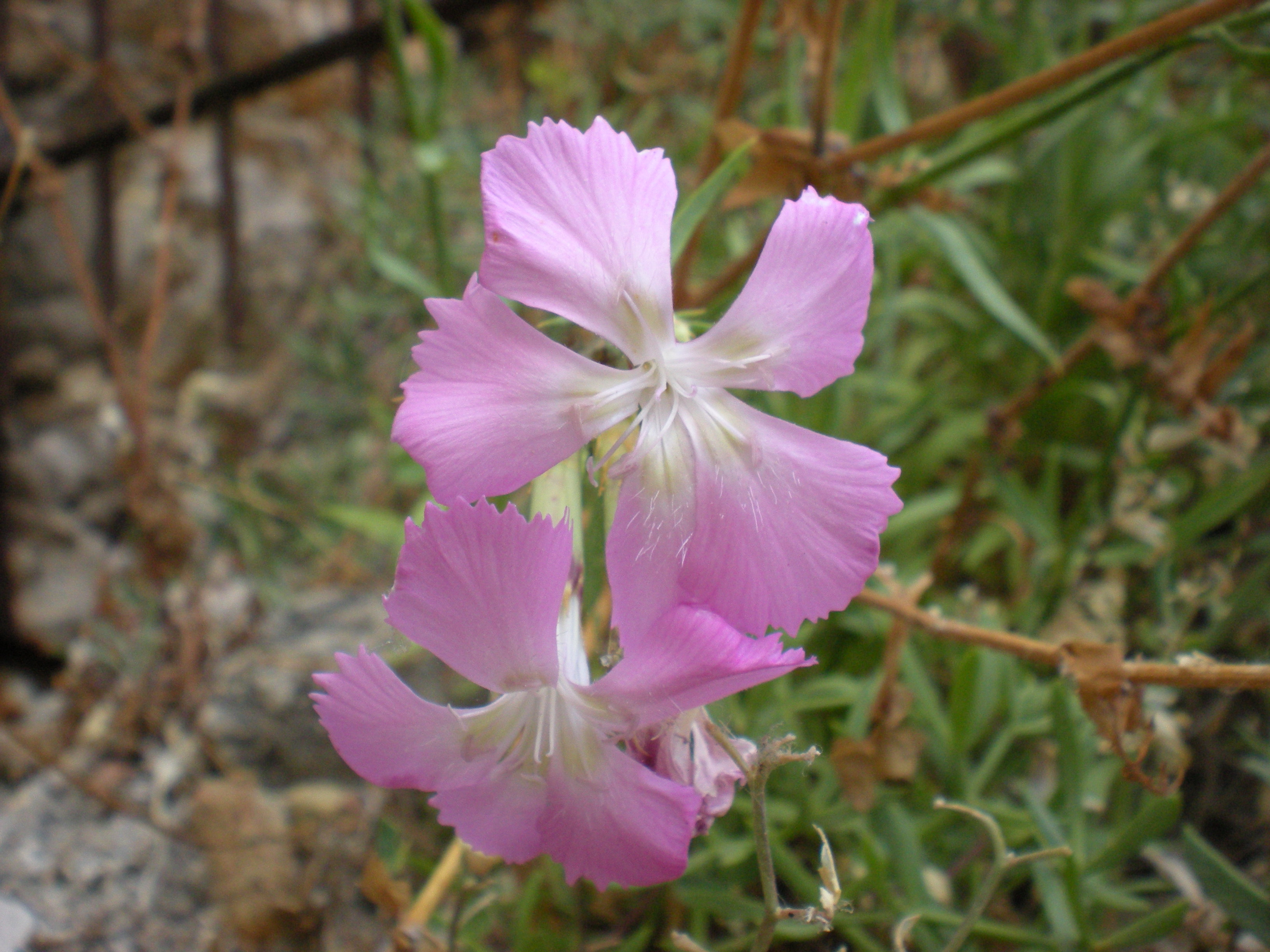
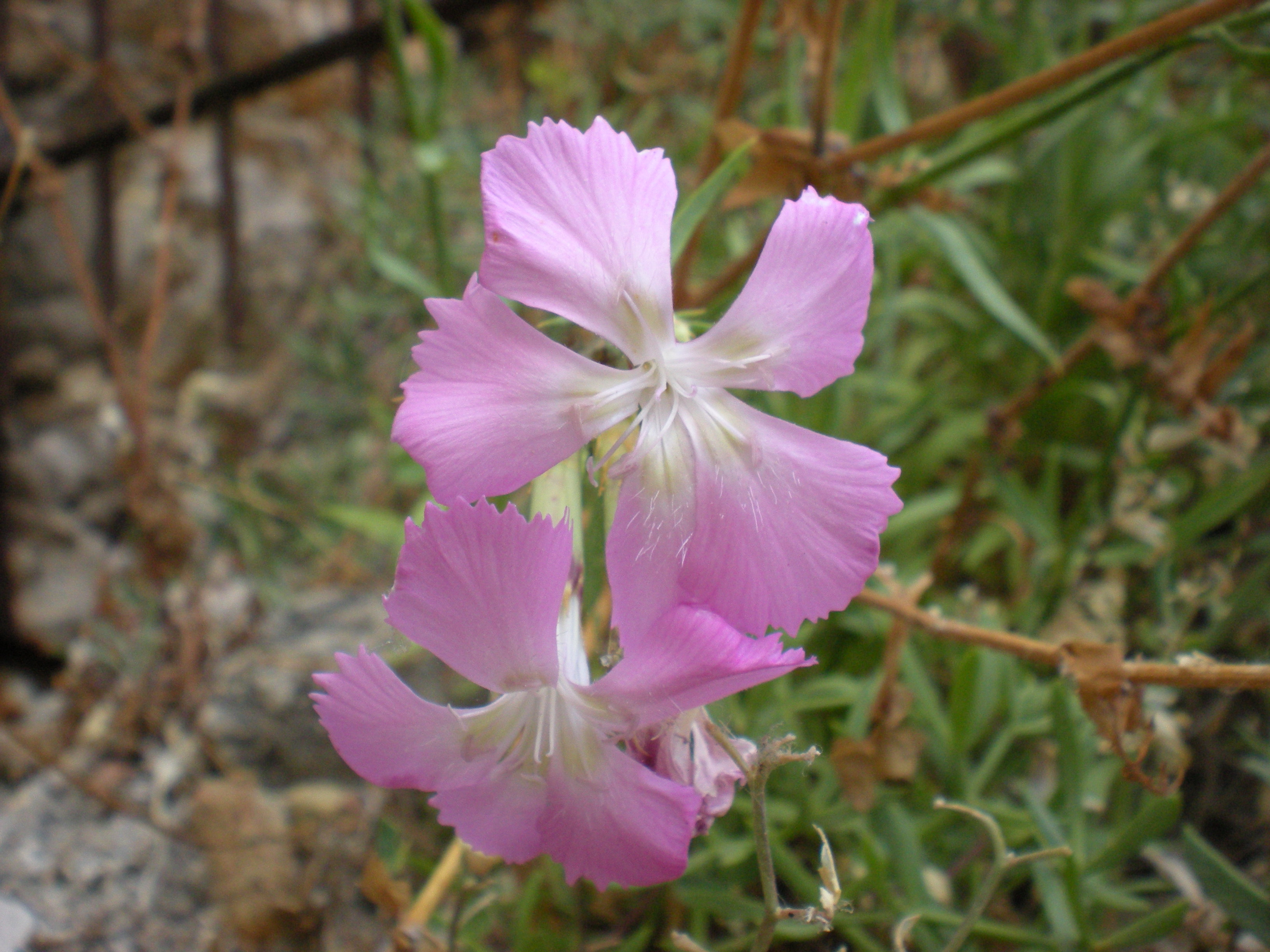
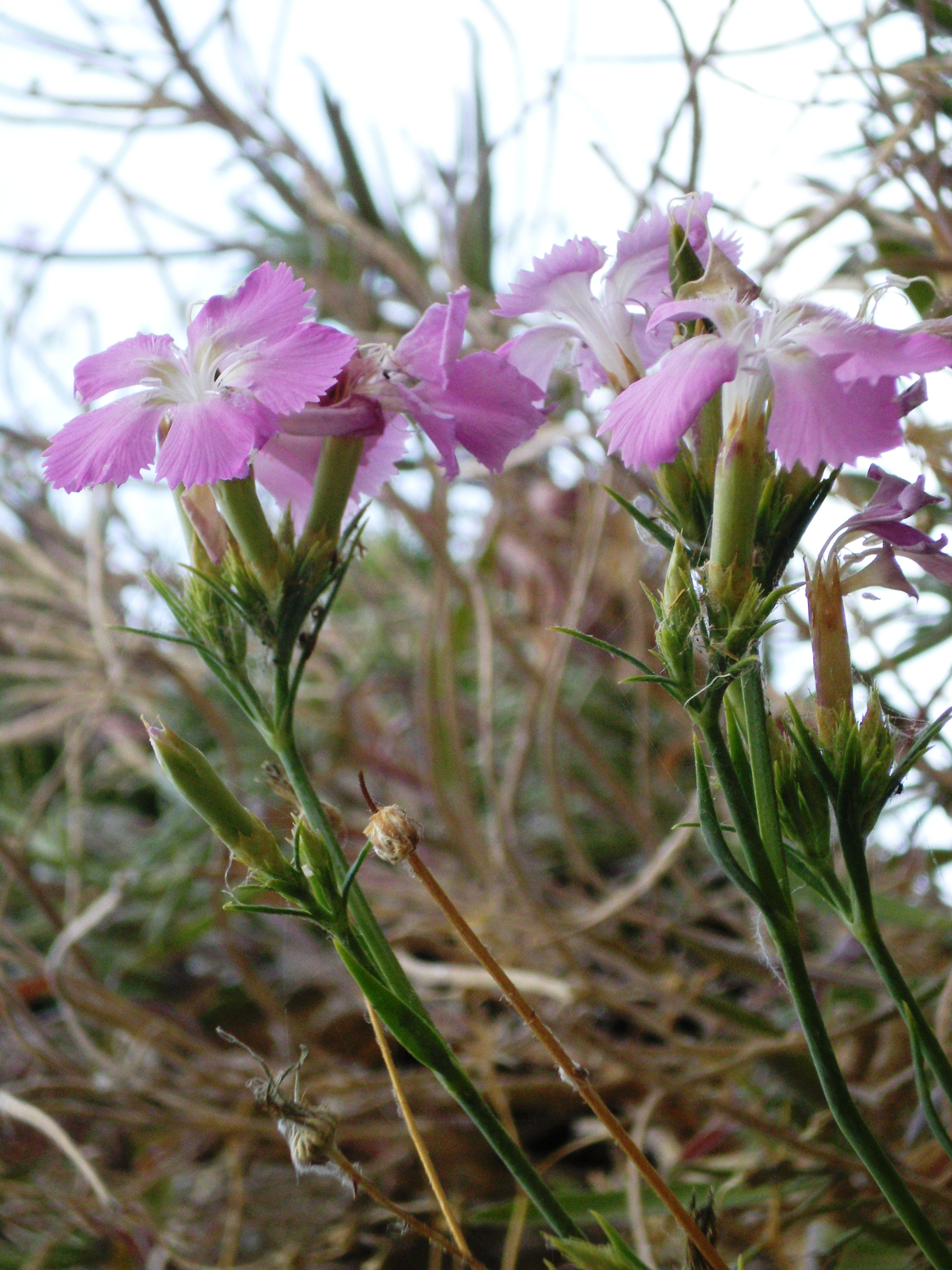
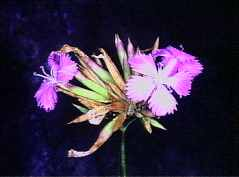